# Bosscha-medaille

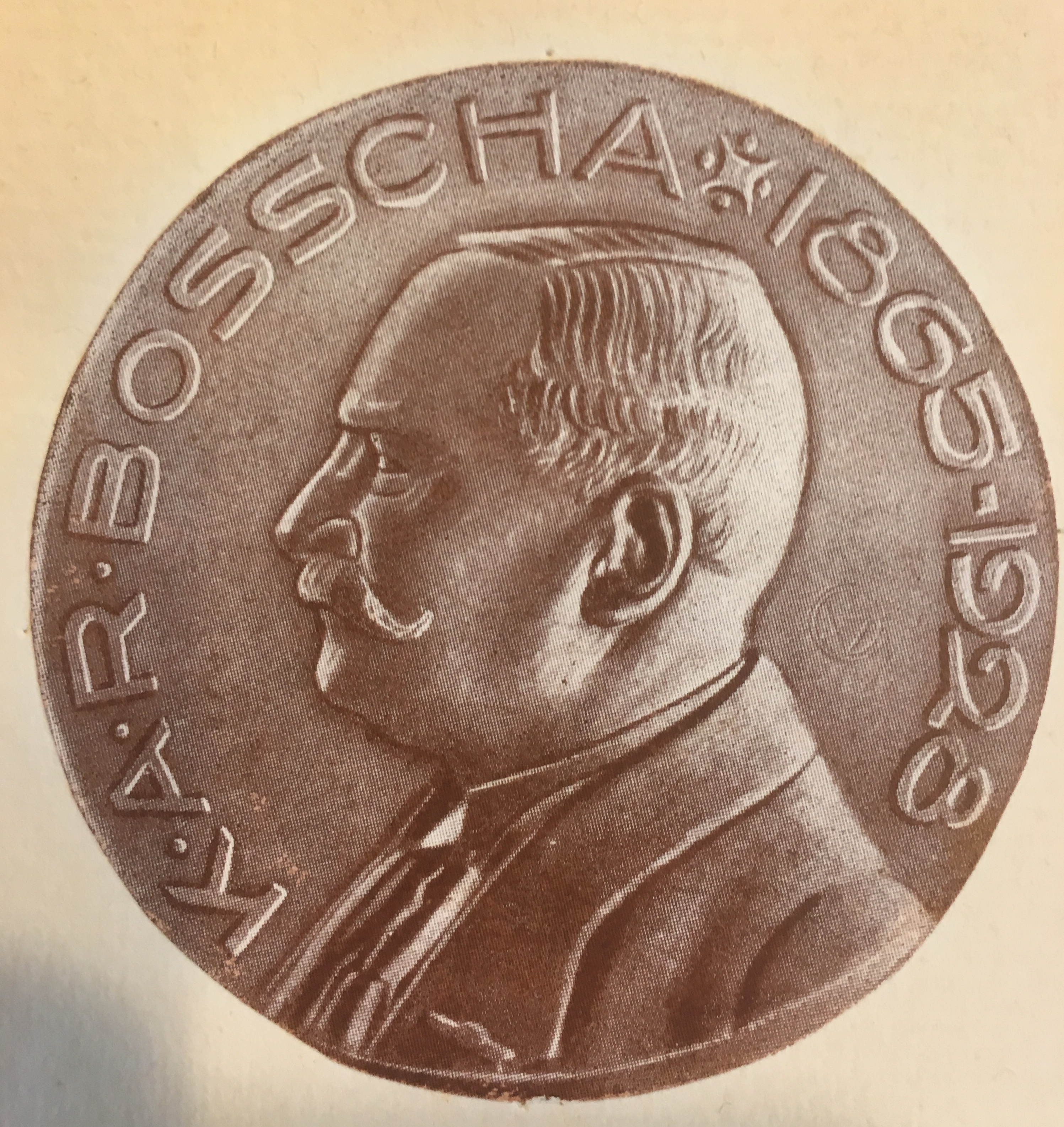
Bosscha-medaille

De Bosscha-medaille werd na het overlijden van de filantroop K.A.R. Bosscha ingesteld met het doel de herinnering aan hem levend te houden. De vereniging "Bandoeng Vooruit" nam in december 1928 hiertoe het initiatief, dat werd uitgewerkt door een comité onder voorzitterschap van prof. Jacob Clay. Dit comité besloot dat de Natuurwetenschappelijke Raad voor Nederlandsch-Indië zou zorgdragen voor het toekennen van de medaille als onderscheiding voor "belangrijk persoonlijk of coöperatief werk op het gebied van landbouwkunde of van techniek". Het was de bedoeling dat de plechtige uitreiking van de medaille steeds zou plaatsvinden bij gelegenheid van de dies-viering van de Technische Hogeschool te Bandoeng.
In 2022 werd de medaille nieuw leven ingeblazen en uitgereikt aan prof. Taniawati Supali van de Universiteit van Indonesië.

## Winnaars
De Bosscha-medaille werd zevenmaal uitgereikt:
- 1932: dr. M.C.J.M. Kerbosch, directeur van 's Lands Kina- en Theeonderneming "Tjinjiroean", voor zijn verdiensten op landbouwkundig gebied.
- 1934: ir. W.F. Einthoven, leider van het Radiolaboratorium van de Post-, Telegraaf- en Telefoondienst, voor zijn verdiensten op technisch gebied.
- 1936: dr. P. van der Goot, hoofd van het Instituut voor Plantenziekten.
- 1940: ir. Herman van Lennep, directeur van 's Lands Landbouwbedrijven.
- 1950: prof.dr. H.P. Berlage jr., hoofd van de Meteorologische en Geofysische Dienst te Jakarta.
- 2022: prof.dr. Taniawati Supali, hoogleraar aan de vakgroep Parasitologie, Universiteit van Indonesië, voor haar verdiensten aan de wetenschap en haar werkwijze gekenmerkt door samenwerking en maatschappelijke betrokkenheid.[1]
- 2023: prof. Jatna Supriatna, hoogleraar aan de vakgroep Conservation Biology aan de Universiteit van Indonesië, en voorzitter van het Research Center for Climate Change van dezelfde universiteit, voor zijn verdiensten op het gebied van natuurbehoud in Indonesië.[2]
- 2024: Professor Sulistyowati Irianto, hoogleraar Rechtsantropologie, Universiteit van Indonesië.[3]